# Bundesstraße 461
Die Bundesstraße 461 (Abkürzung: B 461) liegt im nordwestlichen Niedersachsen in Ostfriesland.

## Verlauf
Sie beginnt östlich der ostfriesischen Kreisstadt Wittmund als Abzweig von der B 210 und verläuft als Umgehungsstraße um Wittmund. Nördlich der Stadt knickt sie in nördlicher Richtung ab, durchquert nach etwa 13 km den Wittmunder Ortsteil Carolinensiel und endet nach etwa zwei weiteren Kilometern im Hafen Harlesiel am Fähranleger zur ostfriesischen Insel Wangerooge. Damit ist sie eine der wenigen Bundesstraßen in Deutschland, die sich komplett auf dem Territorium einer einzigen Gemeinde befindet, hier der Stadt Wittmund.

## Geschichte
Die heutige B 461 wurde bis Ende der 1960er Jahre als B 210a geführt. Bis 2001 begann die B 461 im Stadtzentrum von Wittmund. Mit der Fertigstellung der Nordost-Umgehungsstraße wurde der Verlauf wie oben beschrieben geändert und die alte Strecke vom Stadtzentrum Wittmund bis zum Anschluss nördlich der Stadt zur Kreisstraße herabgestuft.
Anfang der 2000er Jahre erhielt Carolinensiel eine Umgehungsstraße, die südlich und östlich um das Ortszentrum an der Brücke über die Harle herumgeführt wird. Das neue Straßenstück endet bisher an einem Kreisverkehr und leitet den Verkehr zur bestehenden Ortsstraße. Zur weiteren Verkehrsentlastung soll ab 2023 die Verkehrsführung über den Kreisel geradeaus weiter nach Harlesiel verlaufen.